# Saint-Frajou
Saint-Frajou is een gemeente in het Franse departement Haute-Garonne (regio Occitanie) en telt 173 inwoners (1999). De plaats maakt deel uit van het arrondissement Saint-Gaudens.

## Geografie
De oppervlakte van Saint-Frajou bedraagt 16,1 km², de bevolkingsdichtheid is 10,7 inwoners per km².
De onderstaande kaart toont de ligging van Saint-Frajou met de belangrijkste infrastructuur en aangrenzende gemeenten.

## Demografie
Onderstaande figuur toont het verloop van het inwonertal (bron: INSEE-tellingen).